# Не верь, не бойся, не проси (песня)
«Не верь, не бойся, не проси» — сингл группы «Тату», вышедший в мае 2003 года. Автором текста является Валерий Полиенко. Музыку написали Иван Шаповалов и австралийский композитор Марс Лазар. Песня исполнялась на конкурсе «Евровидение» 24 мая 2003 года в Латвии. «Тату» заняли третье место, получив 164 балла.
Песня вошла в макси-синглы «How Soon Is Now?» и «Not Gonna Get Us», релиз которого состоялся 19 мая 2003 года в Великобритании и 26 мая в 200 km/h in the Wrong Lane (Deluxe Edition). В дальнейшем сингл был включён в сборники t.A.T.u. Remixes (2003) и t.A.T.u. — The Best (2006).

## История создания песни
Песня «Не верь, не бойся, не проси» стала одно из последних совместных работ продюсера Ивана Шаповалова с дуэтом «Тату». Иван Шаповалов так комментировал идею песни: «Не верь, не бойся, не проси — это принцип выживания», песня не содержит объединительного посыла, являясь апологетом протеста.
В клипе на песню, созданном автором слов Валерием Полиенко, можно увидеть кадры уличных протестов.
«Не верь, не бойся, не проси» также интерпретируется как ссылка на репрессии, с которыми сталкивается сообщество ЛГБТ.

## Клип на песню
Клип на песню «Не верь, не бойся, не проси» группы «Тату» был создан режиссёром Валерием Полиенко. В клипе показаны кадры уличных протестов, что отражает идею песни о принципе выживания и протесте против несправедливости.

## Песня на «Евровидение-2003»
В 2003 году группа «Тату» представляла Россию на международном песенном конкурсе «Евровидение». Лена Катина и Юля Волкова исполнили песню «Не верь, не бойся, не проси» и заняли третье место.
Перед выступлением группа столкнулась с рядом проблем. У них было всего две репетиции, так как плотный график концертов не позволил провести больше. К тому же они привыкли выступать под фонограмму, а на «Евровидении» нужно было петь вживую.
После выступления Лена Катина призналась, что считает своё выступление провальным. Она была разочарована результатом и считала, что группа могла бы выступить лучше при правильной подготовке.
Однако поклонники группы по всему миру оценили выступление «Тату» на «Евровидении». Многие считают, что группа заслуживала более высокого места, учитывая их популярность.
Но Первый канал выразил несогласие с результатами и заявил, что группа должна была занять первое место. Канал утверждал, что результаты были подтасованы из-за политических соображений.
В итоге Первый канал обратился в Европейский вещательный союз (EBU) с просьбой пересмотреть результаты конкурса. EBU провёл расследование, но не нашёл доказательств нарушений правил голосования. В результате результаты «Евровидения-2003» остались без изменений.

## Официальные ремиксы
- Не верь, не бойся, не проси (Final Gonki Remix)
- Не верь, не бойся, не проси (DJ Slider Mix)
- Не верь, не бойся, не проси (Canadian Remix)
- Не верь, не бойся, не проси (Voron Remix)
- Не верь, не бойся, не проси (CJZ Mix)
- Не верь, не бойся, не проси (Mipoxozhi Project Remix)
- Не верь, не бойся, не проси (Boys’s Vocal Remix)
- Не верь, не бойся, не проси (DJ Yuran Kloyni Mix)
- Не верь, не бойся, не проси (eJay Hawk 2004 Vocal Mix)
- Не верь, не бойся, не проси (eJay Hawk 2004 Energy Mix)